# Land- und Stadtgericht Samter
Das Land- und Stadtgericht Samter war von 1834 bis 1849 ein preußisches Land- und Stadtgericht mit Sitz in Samter.

## Geschichte
Nach dem Ende der Franzosenzeit wurde die der französische Gerichtsorganisation entsprechende Gerichtsorganisation im Herzogtum Warschau 1815 zunächst von Preußen übernommen. Das Friedensgericht Samter wurde fortgeführt und dem Landgericht Posen zugeordnet. 1834 wurde die Gerichtsorganisation geändert und einheitlich Land- und Stadtgerichte gebildet. In dem – nun verkleinerten – Sprengel des Oberlandesgerichtes Posen bestanden 20 dieser Gerichte, darunter das Land- und Stadtgericht Samter.
Das Land- und Stadtgericht Samter war für den Kreis Samter zuständig. Dazu gehörten die Städte Samter mit 2383 Einwohnern (1838), Wronke mit 2252 Einwohnern, Pinne mit 1850 Einwohnern, Obersitzko mit 1700 Einwohnern, Neubrück mit 246 Einwohnern und Scharfenort mit 634 Einwohnern sowie 139 Dorfschaften mit 28.108 Einwohnern. Zusammen gab es damit 37.573 Gerichtseingesessene. Gerichtstage wurden in Wronke und dem Amt Dusznik gehalten.
Am Gericht waren ein Direktor, fünf Richter, acht Subalterne und fünf Unterbeamte beschäftigt. Es war damit ein Land- und Stadtgericht 1. Klasse. Diese wirkten bei wesentlichen Fällen als Kollegialorgan.
1849 wurden die Land- und Stadtgerichte aufgelöst und durch Kreisgerichte ersetzt. Damit entstand das Kreisgericht Samter im Sprengel des Appellationsgerichts Posen.